# IV Litewsko-Białoruski Batalion Etapowy
IV Litewsko-Białoruski batalion etapowy – oddział wojsk wartowniczych i etapowych w okresie II Rzeczypospolitej pełniący między innymi służbę ochronną na granicy polsko-sowieckiej.

## Formowanie i zmiany organizacyjne
Formowanie batalionu rozpoczęto na przełomie 1918-1919. Otrzymał on nazwę okręgu generalnego, w którym powstał i kolejny numer porządkowy oznaczany cyfrą rzymską. Do batalionu wcielono żołnierzy starszych wiekiem i o słabszej kondycji fizycznej. Oficerowie i podoficerowie nie mieli większego doświadczenia bojowego. Batalion nie posiadał broni ciężkiej, a broń indywidualną żołnierzy stanowiły stare karabiny różnych wzorów z niewielką ilością amunicji. 
Wiosną 1920 batalion podlegał Dowództwu Okręgu Etapowego „Wilno”. 
19 października 1920 Minister Spraw Wojskowych przydzielił litewsko-białoruskie bataliony etapowe nr I, II i III, pod względem ewidencyjnym i uzupełnień, do Baonu Zapasowego Wojsk Wartowniczych i Etapowych Nr IV w Łodzi oraz nakazał szefowi Departamentu I MSWojsk. sformowanie 4. kompanii przy Baonie Zapasowym Wojsk Wartowniczych i Etapowych Nr IV, której zadaniem było prowadzenie ewidencji i uzupełnianie baonów etapowych litewsko-białoruskich. Rozkaz nie wymieniał IV baonu.
W lutym 1921 bataliony etapowe przejęły ochronę granicy polsko-rosyjskiej. Początkowo pełniły ją na linii kordonowej, a w maju zostały przesunięte bezpośrednio na linię graniczną z zadaniem zamknięcia wszystkich dróg, przejść i mostów. W 1921 bataliony etapowe ochraniające granicę przekształcono w bataliony celne.